# Protertheraphosa spinipes
Protertheraphosa
Genre
Espèce
Protertheraphosa spinipes, unique représentant du genre Protertheraphosa, est une espèce fossile d'araignées mygalomorphes de la famille des Theraphosidae.

## Distribution
Cette espèce a été découverte dans de l'ambre de Birmanie, la Burmite. Elle date du milieu du Crétacé, le Cénomanien.

## Description
Le mâle holotype mesure 18,0 mm.

## Systématique et taxinomie
Cette espèce a été décrite par Wunderlich en 2020.
Ce genre a été décrit par Wunderlich en 2020 dans les Theraphosidae.

## Publication originale
- Wunderlich, 2020 : « New and already described fossil spiders (Araneae) of 20 families in mid and late Cretaceous Burmese amber with notes on spider phylogeny, evolution and classification. » Beiträge zur Araneologie, vol. 13, p. 22–164.